# Délégué du personnel
Les délégués du personnel était une institution représentative des salariés en France, créée en 1936 par le Front populaire puis supprimés sous le régime de Vichy et rétablis par la loi du 16 avril 1946. 
Elle a été remplacée par le comité social et économique (CSE) qui est une instance apparue avec les ordonnances Macron qui a pour mission de succéder aux trois anciennes instances qui sont les délégués du personnel (DP), le comité d'entreprise (CE) et le comité d'hygiène, de sécurité et des conditions de travail (CHSCT). 
La participation aux élections professionnelles (63,8 % en moyenne) est un baromètre de représentativité qui permet aux délégués du personnel de peser dans les relations avec l'employeur.

## Champ d'application
Tous les employeurs de droit privé (entreprise individuelle, société, association…), ainsi que certains établissements du secteur public, sont soumis à l'obligation d'organiser les élections des délégués du personnel, dès lors qu’ils atteignent au moins 11 salariés. Cet effectif doit être atteint pendant 12 mois, consécutifs ou non, au cours des 3 années précédant la date des élections.

## Effectif
L'employeur a l'obligation de mettre en place les élections du personnel, dès lors qu'il a franchi le seuil des 11 salariés. Les délégués du personnel font partie de l'instance représentative. Si, l'employeur ne met pas en place les élections du personnel, il peut être poursuivi en justice pour le motif de délit d'entrave.

### Détermination
Le seuil de mise en place de l'institution s'apprécie sur douze mois, consécutifs ou non, dans les trois ans précédant la date des élections (cela s'apprécie par mois).
Chaque salarié en CDI à temps complet compte pour un, les salariés en CDD, les intérimaires, les travailleurs intermittents, ceux mis à disposition par une entreprise extérieure, ainsi que les salariés à temps partiel sont décomptés au prorata de leur temps de présence ; les intérimaires et personnes en CDD remplaçant des salariés absents ne sont pas pris en compte (les titulaires l'étant). Certains salariés, comme les apprentis ou les titulaires de certains contrats de travail signés dans le cadre de la politique de l'emploi ne sont pas pris en compte dans le calcul des effectifs.

### Remises en cause
De manière récurrente depuis plusieurs années, le Medef et des parlementaires de droite demandent le rehaussement de ce seuil.
En 2005, une ordonnance prévoyait que le salarié embauché à compter du 22 juin 2005 et âgé de moins de vingt-six ans ne serait pas pris en compte dans le calcul des effectifs de référence jusqu'à ce qu'il ait atteint l'âge de vingt-six ans. Par une décision en date du 19 octobre 2005, le Conseil d'État a annulé cette ordonnance.

### Niveau d'appréciation
L'effectif est apprécié au niveau de l'établissement. Dans une entreprise comportant plusieurs établissements, dès lors que l'un d'eux dépasse le seuil de 11 salariés, il doit disposer de délégués du personnel qui lui sont propres.
Cependant, selon la jurisprudence, « lorsqu'un centre d'activité d'une entreprise n'atteint pas, pris isolément, l'effectif minimum exigé pour l'élection de délégué du personnel, il y a lieu de le rattacher à un centre plus important en nombre de salariés afin de ne pas priver le personnel de la possibilité d'avoir ses intérêts défendus par un délégué du personnel ».

## Mode de désignation: l'élection

### Périodicité
Dans les établissements de onze salariés et plus, les délégués du personnel (DP) sont élus tous les quatre ans, en même temps, depuis 1993, que les représentants du personnel au comité d'entreprise, s'il y a lieu. Cette nouvelle durée de mandat passée de deux à quatre ans ne s'applique toutefois qu'à compter des élections de délégués du personnel intervenant après le 3 août 2005. Un accord collectif dérogatoire ou un protocole d'accord préélectoral validé par un syndicat représentatif peuvent fixer une durée du mandat comprise entre deux et quatre ans.
La durée antérieure des mandats était depuis une loi votée en 1993, sous le gouvernement Balladur, de 2 ans. Précédemment, les délégués étaient élus tous les ans,.

### Électorat
À l'exception des établissements n'élisant qu'un délégué titulaire et un délégué suppléant, pour lesquels il n'y a qu'un seul collège, les délégués sont élus, d'une part, par un collège comprenant les ouvriers et employés, d'autre part, par un collège comprenant les ingénieurs, chefs de service, techniciens, agents de maîtrise et assimilés.
Si le nombre et la composition des collèges peuvent être modifiés par accord collectif, celui-ci doit impérativement avoir été signé par toutes les organisations syndicales représentatives existant dans l'entreprise.
L'accord préélectoral avec les organisations syndicales vise, entre autres, à répartir le personnel dans les collèges électoraux et les sièges entre les différentes catégories de personnel.
Pour être électeur, il faut avoir plus de 16 ans, travailler dans l'entreprise depuis 3 mois au moins et ne pas être privé de ses droits civiques ; l'éligibilité suppose la majorité et une ancienneté d'au moins un an. Ne peut être éligible un salarié ayant des liens de parenté direct avec l'employeur.

### Élections partielles
Depuis 2005, des élections partielles doivent être organisées à l'initiative de l'employeur si un collège électoral n'est plus représenté ou si le nombre des délégués titulaires est réduit de moitié ou plus, sauf si ces événements interviennent moins de six mois avant le terme du mandat des délégués du personnel.

## Fonctions
Leurs missions sont :
- Représenter le personnel devant l'employeur ou son représentant et lui faire part des réclamations individuelles ou collectives relatives aux salariés, à l'hygiène, à la sécurité, à l'application du code du travail, des autres lois sociales, de la convention collective et des éventuels accords d'entreprise, des usages de la profession et de l'entreprise. Cela se fait généralement lors des réunions mensuelles entre les délégués et l'employeur[23].
- Saisir l'inspecteur du travail de toutes les plaintes et observations relatives à l'application des lois et règlements dont il est chargé d'assurer le contrôle. Ils en sont des interlocuteurs privilégiés et peuvent, s'ils le souhaitent, l'accompagner lors de ses visites dans l'entreprise.
- Faire des suggestions concernant l'organisation générale de l'entreprise.
- Assister les salariés qui en font la demande lors de leurs entretiens avec l'employeur lors d'une procédure disciplinaire ou l'entretien préalable au licenciement[24], y favoriser la conciliation entre les deux parties et, éventuellement, de rapporter en justice leur témoignage du déroulement de ces entretiens.
- Lorsqu'il y a carence de comité d'entreprise : Être consultés sur tout ce qui concerne les licenciements économiques, la durée du travail (heures supplémentaires, modulation et cycles, horaires individualisés) et la formation professionnelle. L'employeur doit également demander leur avis pour ce qui concerne la fixation des départs en congés.

## Prérogatives

### Réunions mensuelles
L'employeur a l'obligation légale de convoquer les délégués du personnel au moins une fois par mois. La loi n'instituant aucune dérogation au principe de la réunion mensuelle, l'inobservation de cette obligation ne peut être justifiée, hors le cas de force majeure, que si elle a pour cause le refus ou la défection du délégué lui-même. Le défaut volontaire d'organisation mensuelle de ces réunions est constitutif du délit d'entrave.
Les délégués du personnel formulent leurs demandes qui sont consignées sur un registre et transmises à l'employeur au moins deux jours avant chaque réunion. Elles sont discutées en réunion, et l'employeur doit y répondre par écrit dans les six jours. Les réponses motivées sont portées dans le registre, qui doit être tenu à la disposition du personnel selon certaines conditions, ainsi que de l'inspecteur du travail.

### Liberté de mouvements
Ils disposent de la liberté de déplacement dans l'entreprise pendant et en dehors de leurs heures de travail (lors des heures de délégation) afin en particulier de rencontrer leurs collègues, et à condition de ne pas « causer de gêne importante ». Ils peuvent également, durant les heures de délégation, se déplacer hors de l'entreprise, par exemple pour se rendre dans les bureaux de l'inspection du travail ou d'une Union départementale.

### Droit d'alerte
Les délégués du personnel disposent en outre d'un droit d'alerte. Ainsi, si un délégué du personnel constate, notamment par l'intermédiaire d'un salarié, qu'il existe dans l'entreprise une atteinte injustifiée aux droits des personnes, à leur santé physique ou mentale, ou aux libertés individuelles, il en avise immédiatement l'employeur. Celui-ci procède ou fait procéder à une enquête. En cas de carence de l'employeur ou de divergence sur la réalité de cette atteinte, le salarié (ou le délégué si le salarié concerné averti par écrit ne s'y oppose pas) saisit le conseil de prud'hommes qui statue selon la procédure de référé. Le juge peut ordonner sous astreinte toutes mesures de nature à faire cesser cette atteinte. 
Depuis la loi du 17 janvier 2002, la procédure d’alerte des délégués du personnel en cas d’atteinte aux droits des personnes ou aux libertés individuelles est étendue aux cas d’atteinte à la « santé physique et mentale » des salariés. Le délégué du personnel peut donc utiliser son droit d'alerte en présence d'une situation de harcèlement moral.

### Crédit d'heures
Les délégués du personnel titulaires doivent pouvoir disposer du temps nécessaire à l'exercice de leurs fonctions, ce temps étant limité. Le volume de ce crédit d'heures de délégation varie en fonction de la taille de l'entreprise. Ces heures sont considérées et payées comme du temps de travail. Le temps passé en réunion ne s'impute pas sur ce crédit d'heures.
Toutefois, des circonstances exceptionnelles peuvent justifier un dépassement.
En cas d’absence du titulaire (maladie, congés payés…), le délégué suppléant peut utiliser le crédit d’heures. Mais, les délégués du personnel titulaires et suppléants ne peuvent répartir entre eux le temps dont le premier dispose pour l'exercice de ses fonctions afin d'éviter qu'il ne soit limité dans l'utilisation de ses heures de délégation.
En raison du cumul possible des mandats (comité d'entreprise, CHSCT) les heures de délégation se cumulent également. En cas de désignation d'un délégué du personnel comme délégué syndical dans une entreprise employant moins de 50 salariés, le nombre d'heures de délégation n'est pas augmenté ; c'est également le cas même quand les délégués du personnel héritent de certaines attributions du CHSCT ou du comité d'entreprise en l'absence.

### Moyens matériels
Un local doit être tenu à la disposition des délégués pour leur permettre de remplir leur mission. Les conditions de mise à disposition ne doivent pas constituer une entrave au fonctionnement normal de l'institution; l'utilisation d'un local ayant une autre fonction pouvant poser des difficultés.
Des emplacements d’affichage doivent également leur être réservés,.
Un exemplaire de la convention collective et des accords collectifs applicables doit être fourni aux délégués du personnel, sauf si une disposition conventionnelle prévoit d'autres modes d'information.

### Droit d'accès
Les délégués du personnel peuvent consulter : 
- les documents individuels de pointage des salariés, ainsi que ceux nécessaires au décompte des repos compensateurs acquis et de leur prise effective[36] ;
- le registre unique du personnel[37].

## Consultations
L'employeur est, sur des thèmes définis par la loi, tenu de consulter les délégués du personnel, soit parce qu'ils disposent de compétences propres, soit en raison de l'absence de comité d'entreprise.

### Consultation obligatoire
- Congés payés : Si la période de ces congés n'est pas définie par accord collectif, sa fixation par l'employeur suppose la consultation du comité d'entreprise et des délégués du personnel. L'avis des seuls DP doit être recueilli sur l'ordre des départs défini par l'employeur, si cet ordre ne résulte pas d'un accord collectif[38]. L'avis conforme de ces délégués doit même être recueilli si une fermeture de l'entreprise engendre le fractionnement des congés[39].
- Dénonciation d'un usage : les délégués du personnel doivent être informés, au même titre que le Comité d'entreprise et les délégués syndicaux du projet de dénonciation[40]

### Consultation en cas de carence de comité d'entreprise
De nombreux articles du Code du travail prévoyant la consultation du comité d'entreprise comportent également la mention « ou, à défaut, des délégués du personnel ».
- Modulation : le programme annuel de modulation leur est soumis pour avis[41].
- Règlement intérieur : Il ne peut être introduit qu'après recueil de l'avis des délégués, cet avis devant être joint au règlement lors de la communication à l'inspecteur du travail[42].

## Protection

### Bénéficiaires de protection
La loi vise l'ensemble des personnes dont l'activité ou les initiatives les exposent à des représailles éventuelles :
1. délégués du personnel légaux en exercice, titulaire ou suppléant[43] ;
2. délégués du personnel institués par convention ou d'un accord collectif[44] ;
3. anciens délégués durant les six premiers mois suivant l'expiration du mandat ou de la disparition de l'institution[45] ;
4. salariés ayant demandé à l'employeur d'organiser les élections ou d'accepter d'organiser ces élections[46]. Cette protection s'applique pendant une durée de six mois qui court à compter de l'envoi à l'employeur de la lettre recommandée par laquelle une organisation syndicale a, la première, demandé ou accepté qu'il soit procédé à des élections ;
5. candidats, au premier ou au deuxième tour, aux élections[47]. Cette protection d'une durée de 6 mois s'applique à partir de la publication des candidatures. La durée de six mois court à partir de l'envoi par lettre recommandée de la candidature à l'employeur. « Cette autorisation est également requise lorsque la lettre du syndicat notifiant à l'employeur la candidature aux fonctions de délégué du personnel a été reçue par l'employeur ou lorsque le salarié a fait la preuve que l'employeur a eu connaissance de l'imminence de sa candidature avant que le candidat ait été convoqué à l'entretien préalable au licenciement ».

### Procédure
Pour les licencier, le chef d'entreprise doit consulter le comité d'entreprise pour avis et demander l'autorisation à l'inspecteur du Travail sous peine de nullité du licenciement. 
En cas de faute grave, l'employeur peut mettre le salarié protégé à pied, mais si l'inspecteur du Travail refuse le licenciement, cette mise à pied sera annulée et ses effets seront supprimés de plein droit. 
La demande de licenciement adressée à l'inspecteur du travail doit contenir les motifs du licenciement et s'accompagner du PV de consultation du CE. Ensuite, l'inspecteur du travail va mener une enquête contradictoire qui implique les auditions de l'employeur et du salarié protégé. Une fois cette enquête effectuée, qui constitue une obligation légale majeure, il devra statuer sous 15 jours (8 jours s'il y avait eu une mise à pied). Sa décision sera motivée.

### En cas de transfert de l'activité à une autre entreprise
L'autorisation de l'inspecteur du travail est également nécessaire préalablement au transfert d'un délégué du personnel intervenant dans le cadre d'un transfert partiel d'entreprise ou d'établissement.
L'objet de la procédure est de s'assurer que le salarié ne fait pas l'objet d'une mesure discriminatoire.
La jurisprudence a par ailleurs confirmé que lorsqu'un salarié protégé fait partie du personnel dont le contrat de travail est en partie transféré au repreneur d'une activité en application d'une convention ou d'un accord collectif, ce transfert est soumis à l'autorisation administrative.